# Q. Are We Not Men? A: We Are Devo!
Q: Are We Not Men?
A: We Are Devo! är new wave bandet Devos debut album, släppt 1978.

## Låtlista
Sida ett
1. "Uncontrollable Urge" (Mark Mothersbaugh) - 3:09
2. "(I Can't Get No) Satisfaction" (Mick Jagger, Keith Richards) - 2:40
3. "Praying Hands" (Gerald Casale, M. Mothersbaugh) - 2:47
4. "Space Junk" (G. Casale, Bob Mothersbaugh) - 2:14
5. "Mongoloid" (G. Casale) - 3:44
6. "Jocko Homo" (M. Mothersbaugh) - 3:40

Sida två
1. "Too Much Paranoias" (M. Mothersbaugh) - 1:57
2. "Gut Feeling" / "(Slap Your Mammy)" (M. Mothersbaugh, B. Mothersbaugh, G. Casale) - 4:54
3. "Come Back Jonee" (G. Casale, M. Mothersbaugh) - 3:47
4. "Sloppy (I Saw My Baby Gettin')" (M. Mothersbaugh, B. Mothersbaugh, G. Casale, Gary Jackett) - 2:40
5. "Shrivel-Up" (G. Casale, M. Mothersbaugh, B. Mothersbaugh) - 3:05